# Orgueil et Quiproquos
Orgueil et Quiproquos (Lost in Austen) est une série télévisée britannique en quatre parties, tournée pour la chaîne ITV et diffusée pour la première fois en 2008 au Royaume-Uni. En juillet 2012, Arte termine par cette mini-série un cycle consacré à Jane Austen qui a commencé par la diffusion de la version BBC datant de 1995 d'Orgueil et Préjugés.
Écrite par Guy Andrews, elle se présente comme une version fantastique, parodique et humoristique d’Orgueil et Préjugés, dans laquelle l'héroïne originelle, Elizabeth Bennet, échange sa place avec une ardente admiratrice londonienne, Amanda Price, qui se retrouve piégée dans l'univers de son livre favori au tout début de l'intrigue. Tentant sans beaucoup de succès de ramener dans son déroulement normal une histoire qu'elle connaît par cœur mais que sa seule présence, incongrue et anachronique, fait dérailler, elle découvre que les « personnes » qu'elle rencontre n'ont pas toujours les comportements ni les réactions prévus pour ses personnages par Jane Austen.
Remplie de multiples clins d'œil aux diverses adaptations qui en ont été faites, en particulier la série télévisée de 1995 et le film de 2005, dont elle pastiche les scènes les plus emblématiques, la mini-série Lost in Austen revisite les étapes du récit et les grands thèmes du roman, et finit par construire, avec plus ou moins de bonheur, sa propre logique de l'intrigue.
La plongée totalement absurde d'Amanda Price dans le monde fictionnel du roman le plus connu et le plus fréquemment adapté de Jane Austen peut être vue comme un simple divertissement mais aussi une réflexion sur l'insatisfaction et le désenchantement d'une jeune femme émancipée du début du XXIe siècle et une critique des absurdités et des manques du mode de vie « moderne ».

## Intrigue

### Épisode 1
Un soir de déprime, Amanda Price, une fan londonienne de Jane Austen obsédée par Orgueil et Préjugés, le roman comme sa plus célèbre adaptation, habitant le quartier populaire de Hammersmith, découvre Elizabeth Bennet en chemise de nuit dans sa salle de bain. Celle-ci réapparait le lendemain, en vêtements de voyage, et s'amuse à allumer et éteindre la lumière. Amanda se faufile avec curiosité par une porte magique cachée dans le mur, dont Elizabeth lui affirme qu'elle est la clé, et se retrouve dans les combles de la maison des Bennet, à Longbourn, au tout début du roman.

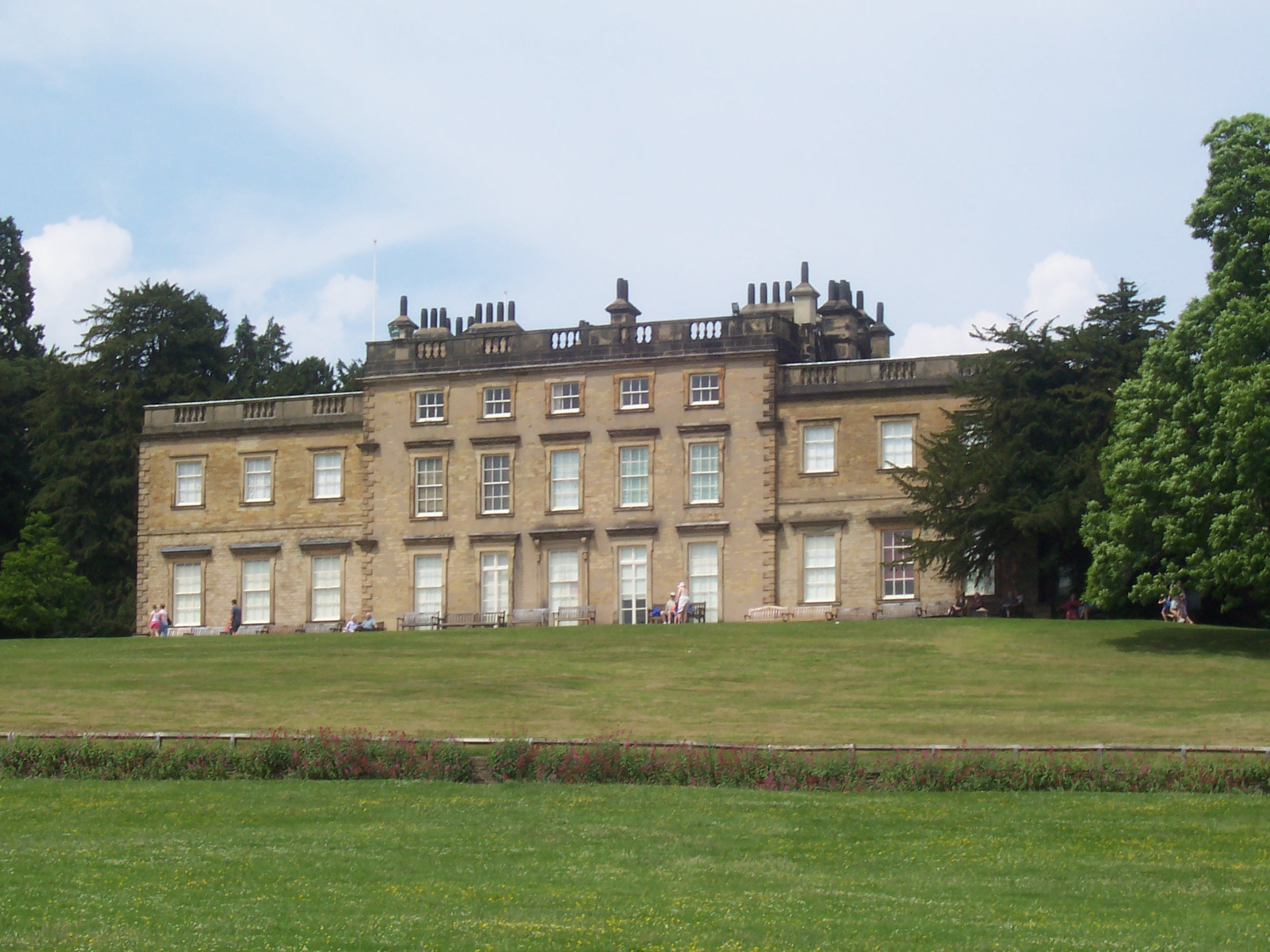
Cannon Hall représente Netherfield (extérieur).

La porte s'est refermée : Amanda est piégée dans ce monde tandis qu'Elizabeth s'aventure dans le Londres du XXIe siècle. Accueillie à Longbourn et bien forcée d'admettre qu'elle n'est pas dans une émission humoristique et qu'il n'y a pas de caméra cachée, Amanda s'efforce de faire en sorte que le roman se déroule bien comme il se doit. Mais Bingley vient en visite à Longbourn, et semble lui témoigner plus d'admiration qu'à Jane Bennet… Dans la salle des fêtes de Meryton, elle se heurte au snobisme hautain de Darcy et à la langue acérée de Caroline Bingley. Pour se réconforter, elle boit un peu trop de punch, fume sa dernière cigarette et embrasse Bingley, ce qu'elle regrette aussitôt. Plus tard, Darcy l'invite à danser, à la surprise de Bingley, mais la laisse désemparée en l'abandonnant brutalement au milieu de la piste à la fin de la danse.
Amanda contraint Jane à se rendre sous la pluie à Netherfield, chez les Bingley, pour remettre le roman enfin sur ses rails. Mais lorsque Mary lui apprend que cela pourrait conduire Jane à contracter une grave angine qui risquerait d'être fatale, elle court la retrouver pour s'efforcer de la sauver (heureusement, elle a emporté du paracétamol)…

### Épisode 2
Amanda panique quand elle se rend compte que Mr Bingley est tombé amoureux d’elle et non de Jane Bennet. Elle improvise (elle se déclare lesbienne) pour redresser comme elle peut la situation, mais Darcy, qui la juge maléfique, la surveille. L'intervention « providentielle » de Wickham (la voiture de ces dames a un accident en quittant Netherfield) puis l'arrivée de Mr Collins à Longbourn ne font que lui compliquer la tâche : Amanda trouve sous la porte magique désespérément close un message d'Elizabeth annonçant son envie de rester un certain temps à Hammersmith, Bingley, sur les conseils de Darcy, se dérobe, Charlotte préfère partir en Afrique comme missionnaire. Elle se sacrifie alors, et se jette à la tête de Collins.
Mais, à sa grande fureur, Wickham lance la rumeur que, malgré sa « fortune » de 27 000 £ annuelles, son père n'est qu'un marchand de poissons enrichi. Collins rompt alors publiquement leurs fiançailles incompatibles avec le standing de sa noble protectrice et ses ambitions… épiscopales ; elle n'arrive donc pas à empêcher Jane de l'épouser.
Caroline Bingley est persuadée qu'elle est une aventurière et Mrs Bennet qu'elle veut empêcher ses filles d'attraper un riche mari, aussi, après le mariage de Jane, la chasse-t-elle de Longbourn.

### Épisode 3

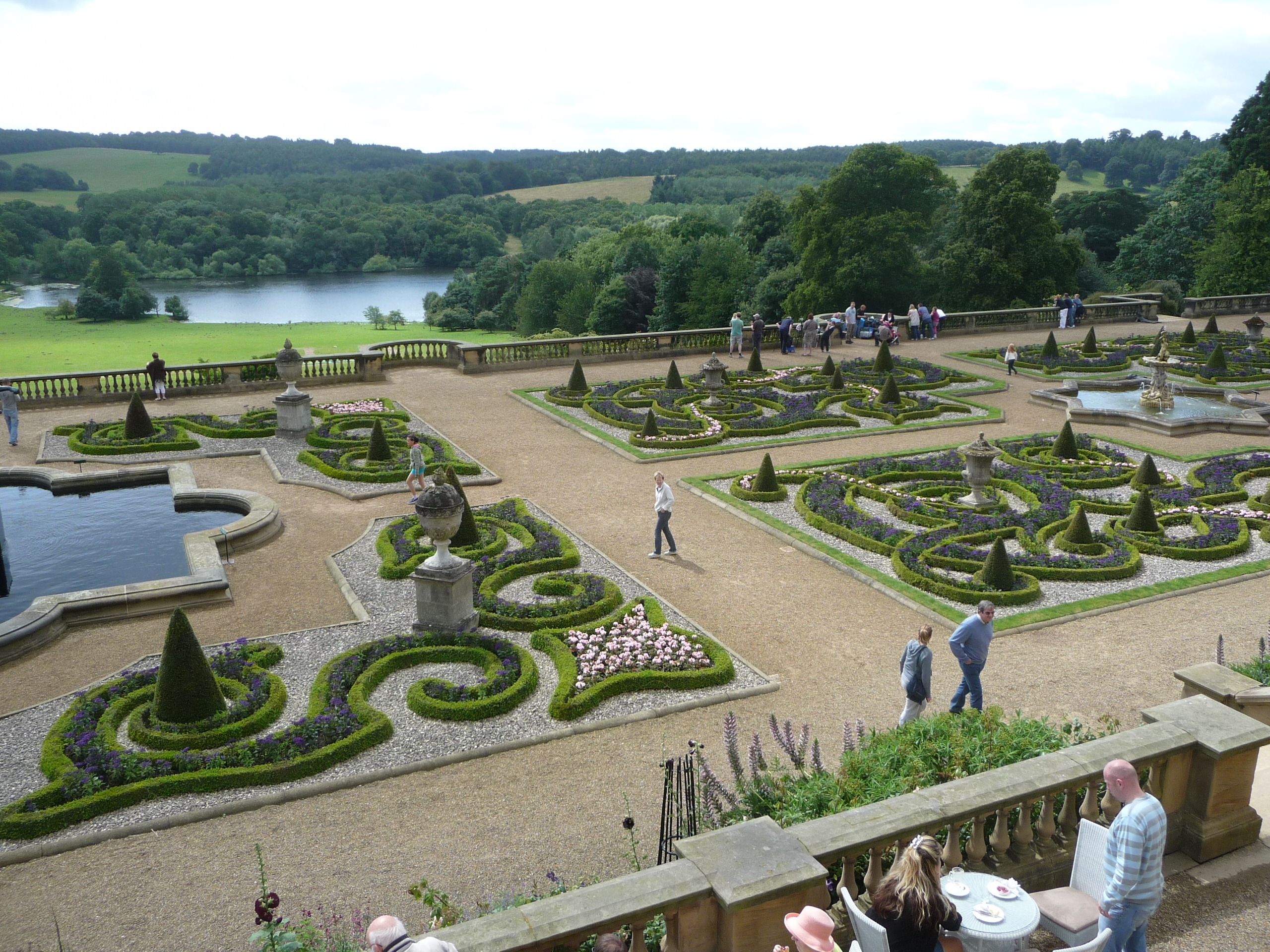
Le jardin à la française en terrasse, où se promènent les hôtes de Darcy à Pemberley.

Amanda cherche en vain à repasser dans son monde, mais la porte refuse de s'ouvrir. Mr Bennet lui demande d'aller se réconcilier avec Jane et elle trouve en Wickham un allié inattendu qui vient à son aide et lui apprend à se conduire en lady avant de l'envoyer à Rosings, où elle rencontre finalement la formidable Lady Catherine et retrouve Darcy et les Bingley.
Mr Bennet, fâché que sa femme ait laissé Jane épouser Collins, car il est persuadé que sa fille est malheureuse, se retire dans sa bibliothèque et Mrs Bennet va, avec Lydia, rendre visite au couple pour tenter de lui prouver qu'il se trompe.
Darcy ne peut s'empêcher d'être attiré par Amanda, ce qui la fait se sentir coupable de s’immiscer entre lui et Elizabeth Bennet. Après l'un de leurs affrontements, il vient quémander son pardon pour ne pas avoir compris l'amour entre Bingley et Jane ; pour sceller leur réconciliation, il l'invite à Pemberley… où finalement tout le monde se retrouve et où elle découvre que ni Wickham ni Georgiana ne se sont conduits comme dans le roman.
Décidément, la réalité dans laquelle elle est tombée ne correspond pas vraiment au récit inventé par Jane Austen.

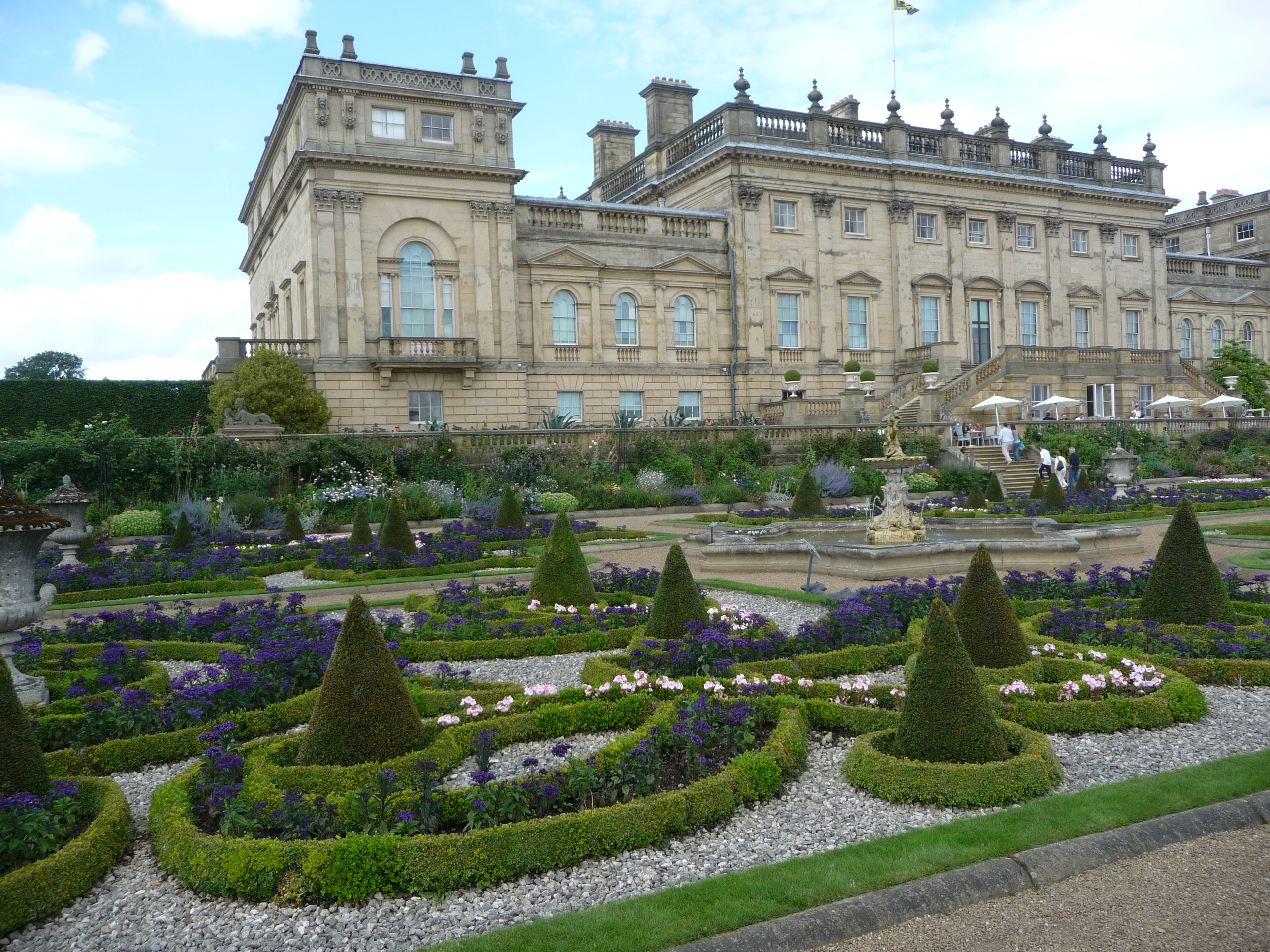
Lorsque Darcy découvre dans le bassin les pages du roman jeté par Amanda, il est scandalisé par ce qu'il lit.

Dans le parc de Pemberley, où se déroule une garden-party, Bingley, inconsolable, s'enivre consciencieusement, Jane, résignée à son sort, vient le supplier d'accomplir le « devoir moral » d'être heureux pour eux deux, Mrs Bennet pleure de voir sa fille malheureuse, Darcy avoue à Amanda qu'il l'aime, malgré tous ses défauts, et elle, se considérant comme la « doublure » d'Elizabeth absente, endosse avec joie le rôle principal, puisqu'elle l'aime « depuis 14 ans ».
Mais Darcy apprend qu'elle n'est pas vierge, il ne peut donc pas l'épouser. Il découvre aussi l'exemplaire de Pride and Prejudice qu'Amanda a, de dépit, jeté par la fenêtre, et commence à le lire : furieux, il accuse Amanda d'avoir écrit, sous le nom d'Austen, un roman à clef, sans même avoir masqué leur véritable nom, elle lui reproche de s'être trompé sur tout le monde.

### Épisode 4
Darcy annonce ses fiançailles avec Caroline, alors qu'on remet à Mrs Bennet une lettre de Lydia lui annonçant qu'elle s'est enfuie « à Hammersmith » avec Bingley. Amanda la raccompagne à Longbourn, où sont arrivés les trois frères de Collins, Probity, Elysium et Tinkler, et oblige Mr Bennet à réagir. Elle veut revenir au Hammersmith du XXIe siècle pour rechercher Elizabeth dans le but de mettre un terme à cette histoire et réparer toutes les erreurs commises. Mr et Mrs Bennet l'amènent à leur Hammersmith. Wickham est là et les conduit à l'auberge où se trouvent Charles Bingley et Lydia. Darcy s'y présente à son tour, parle d'une soirée à l'opéra. Mr Bennet, au comble de l'énervement, se jette sur Bingley, et est grièvement blessé à la tête.
Amanda, en poussant une porte, se propulse dans une rue bruyante et animée de son époque, mais Darcy l'a suivie, complètement perdu dans cette réalité où Elizabeth se sent à l'aise. Amanda les ramène tous les deux à l'époque georgienne, mais il est maintenant impossible de remettre l'histoire originale sur ses rails et les personnages sont libres de choisir un avenir différent de celui du roman : Bingley propose à Jane de l'emmener en Amérique dès que son mariage sera annulé ; Darcy a glissé dans la porte magique, à l'intention d'Amanda, le ticket de bus qu'il a gardé de son périple au XXIe siècle où il a écrit « Not one heartbeat do I forget » (Je n'oublie pas un seul battement de cœur) ; Elizabeth avoue à son père son désir de retourner à Hammersmith, laissant Amanda rejoindre Darcy à Pemberley.

## Fiche technique
- Titre : Orgueil et quiproquos
- Titre original : Lost in Austen
- Langue originale : anglais
- Pays d'origine :  Royaume-Uni
- Durée totale : 180 minutes
- Société de production : Mammoth Screen (en)
- Sociétés de distribution : ITV, Granada Television International

### Distribution

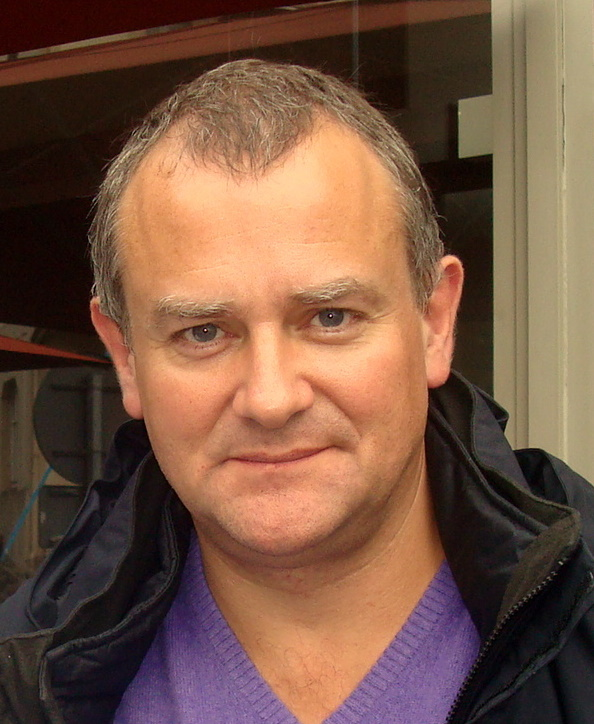
Hugh Bonneville : Mr Bennet

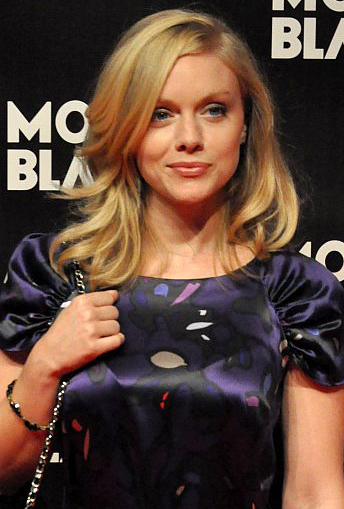
Christina Cole : Caroline Bingley

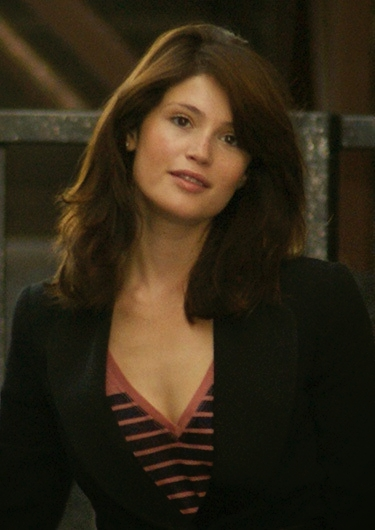
Gemma Arterton : Elizabeth Bennet

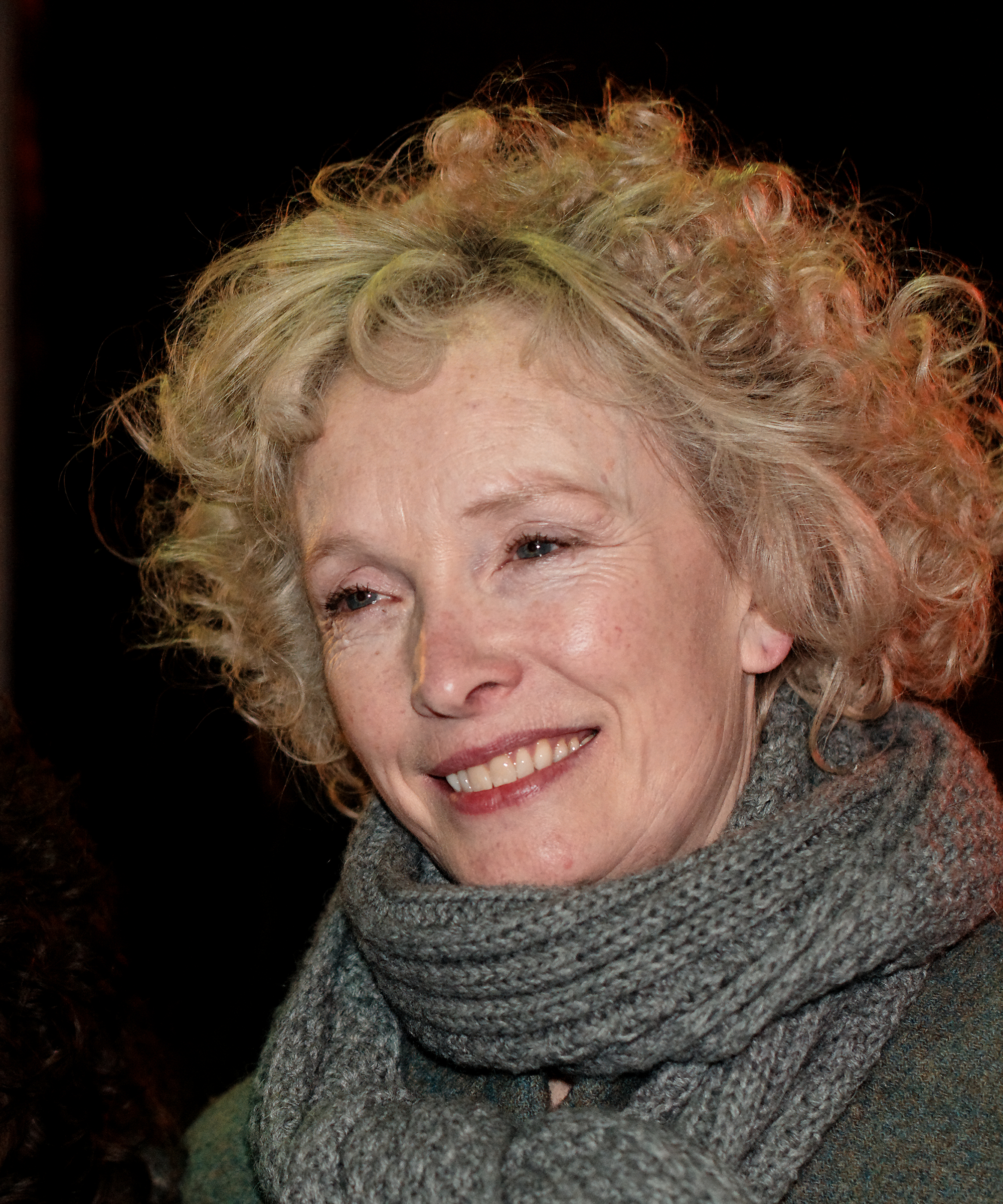
Lindsay Duncan : Lady Catherine

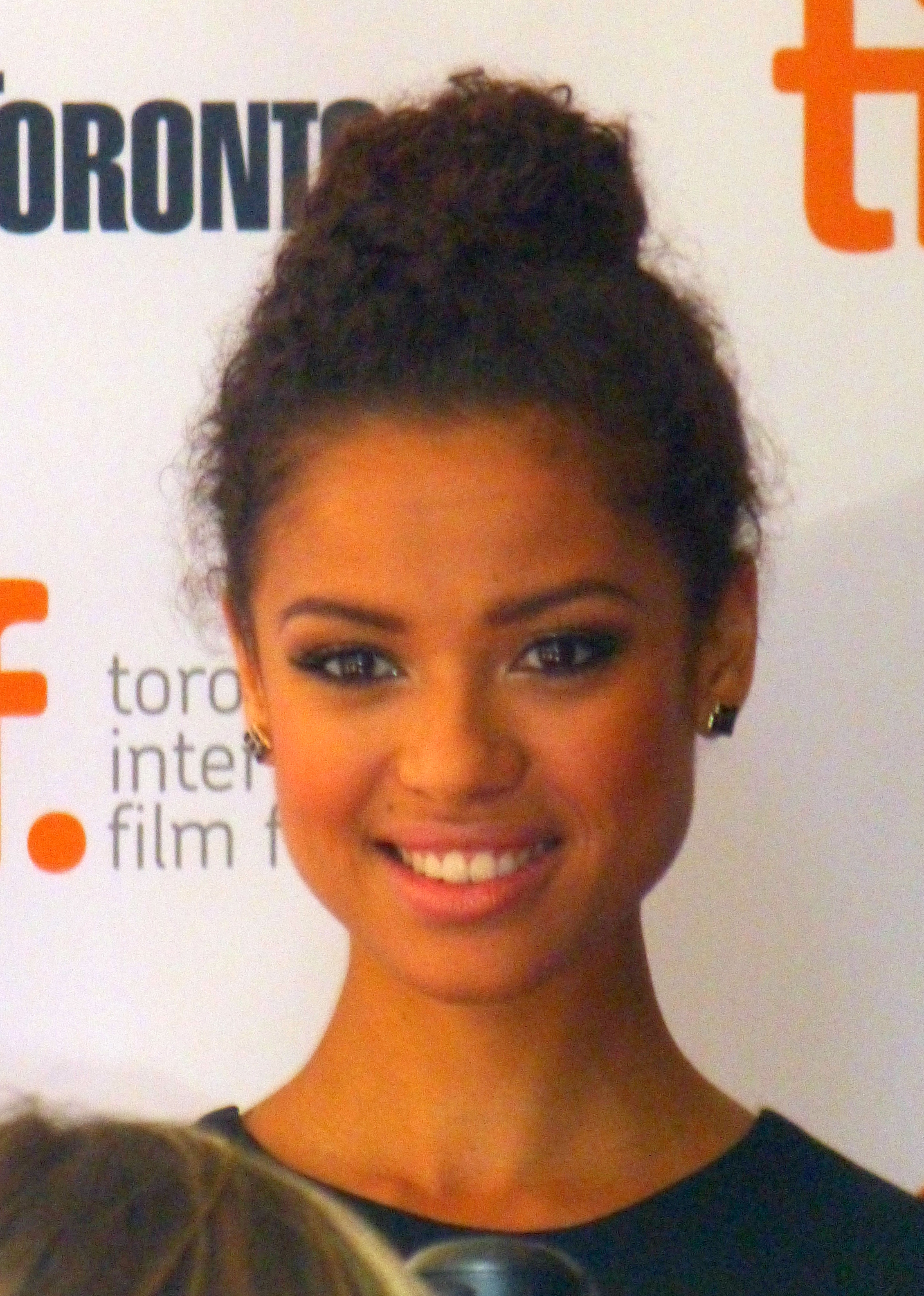
Gugu Mbatha-Raw : Pirhana

- Jemima Rooper[4] (V.F. : Kelly Marot) : Amanda Price
- Alex Kingston (V.F. : Maïté Monceau) : Mrs Bennet
- Hugh Bonneville (V.F. : Bernard Alane) : Mr (Claude) Bennet
- Elliot Cowan (V.F. : Arnaud Arbessier) : Fitzwilliam Darcy
- Morven Christie (V.F. : Laurence Sacquet) : Jane Bennet
- Tom Riley (V.F. : Jérôme Berthoud) : George Wickham
- Perdita Weeks (V.F. : Karine Foviau) : Lydia Bennet
- Gemma Arterton (V.F. : Barbara Beretta) : Elizabeth Bennet
- Christina Cole (V.F. : Laura Blanc) : Caroline Bingley
- Florence Hoath (en) (V.F. : Cécile Marmorat) : Catherine « Kitty » Bennet
- Guy Henry (V.F. : Philippe Catoire) : Mr Collins
- Michelle Duncan (en) (V.F. : Marie Millet) : Charlotte Lucas
- Ruby Bentall (V.F. : Karl-Line Heller) : Mary Bennet
- Tom Mison (V.F. : Sébastien Desjours) : Charles Bingley
- Lindsay Duncan : Lady Catherine de Bourgh
- Gugu Mbatha-Raw : Pirhana, amie d'Amanda
- Daniel Percival (en) : Michael Dolan, fiancé d'Amanda
- Paul Hine : Cymbal Collins
- Genevieve Gaunt : Georgiana Darcy
- Rae Kelly : Anne de Bourgh
- Pippa Haywood : Frankie (la mère d'Amanda)
- Sarah Emmet : Elspeth (servante des Bennet)[N 6]

### Équipe technique
- Scénario : Guy Andrews
- Réalisation : Dan Zeff
- Assistants de réalisation : Jonathan Eckersley, Elaine MacKensie, Ken Kumberland
- Producteur : Kate McKerrell
- Producteurs exécutifs : Guy Andrews, Michele Buck, Hugo Heppel
- Directeur de la photographie : David Higgs
- Ingénieur du son : Dan Dewsnap, Elen Dickson

- Musique originale : Christian Henson
- Direction artistique : Andrew Holden-Stokes
- Distribution : Maggie Lunn
- Chef décorateur : John Condron
- Montage : Lois Bygrave
- Accessoiriste : Michael Pickwoad
- Responsable des costumes : Emma Rosenthal, Becky Davies
- Maquillage : Carli Mather, Mairi Morrison

## Personnages

### Amanda Price
Le premier épisode commence par un prégénérique, dans lequel les premiers mots prononcés (en voix off par Amanda) sont une parodie de la première phrase de Pride and Prejudice, donnant l'état d'esprit de l'héroïne : « It is a truth, generally acknowledged, that we are all longing to escape » (« C'est une vérité universellement admise que nous désirons tous nous échapper »).
Elle aime s'évader de sa vie étriquée et triviale en se plongeant dans ce livre qu'elle connaît par cœur, et dont chaque relecture se transforme en fenêtre ouverte à travers laquelle elle « voit » vivre les personnages, ce que suggère le générique, où sont incrustées des images tirées des divers épisodes.

#### Une vie désespérément ordinaire
Elle porte un prénom, Amanda, qui signifie : [celle] qu'on doit aimer (gérondif du verbe « aimer » en latin) et le même nom de famille, Price, que l'héroïne de Mansfield Park (brusquement transplantée dans un univers dont elle ne maîtrise pas les codes), mais elle possède des traits de caractère de Marianne Dashwood en ce sens qu'elle agit et parle souvent mal à propos.
C'est une jeune femme de 26 ans, « moderne » et émancipée qui vit dans un environnement social et culturel démoralisant, plus proche de The Waste Land de T. S. Eliot que des paysages de Jane Austen ; elle mène la vie « normale » et plutôt confortable des jeunes adultes de la classe moyenne de son époque : elle a un travail (conseillère financière à Sanditon Life), un salaire correct (27 000 £), un appartement confortable qu'elle partage avec une copine (Pirhana) ; elle porte des vêtements à la mode (bottes, jeans moulants, tunique et blouson de cuir) ; ses cheveux raides, teints au henné, sont coupés en carré long avec une frange. Mais sa mère (Frankie) est divorcée et désabusée, son petit ami, un peu fruste (Michael), l'a déjà trompée (deux fois), et elle fume pour calmer le stress lié à la vie dans une grande ville bruyante et affairée.
Elle ne se sent ni heureuse ni à l'aise dans cette vie « nulle », désenchantée et déprimante où elle se « rafistole avec Austen », comme elle le dit à sa mère. Elle « est en quête » non d'un mari fortuné, comme les demoiselles Bennet, mais de relations et de comportements avec lesquels elle se sentirait en phase : bien qu'elle manque d'élégance et emploie volontiers un vocabulaire assez peu raffiné, elle a la nostalgie des manières, du langage et de la courtoisie d'autrefois que symbolise pour elle Elizabeth Bennet (« Elizabeth, the manners, the language and the courtesy […] it is part of what I am and what I want »).
Elle repousse la demande en mariage que Michael vient lui faire, éméché et un décapsuleur à la main, alors qu'elle vient justement de relire le passage où Elizabeth reproche vertement à Darcy son manque de courtoisie, l'accusant de ne pas s'être comporté envers elle en gentleman (behaved in gentlemanlike manner).

#### De l'autre côté de la porte
C'est son besoin d'autre chose qui a ouvert la porte « aberrante » (without sense) et le passage, permettant à Elizabeth de le franchir dans l'autre sens.
Mais son comportement et son langage, complètement anachroniques, ne peuvent que détonner dans la « bonne société » et souligner l'abîme qui sépare les deux mondes. Elle a conscience que ses manières dégagées sont dangereuses pour la survie du monde qu'elle aime : « Eh bien, mon comportement me déçoit un peu, Mr Bingley. Je me sens comme ces types qui, ayant découvert cette tribu de l'âge de pierre et lui ayant apporté le rhume, l'ont anéantie » (« So I’m a little disappointed in myself, Mr Bingley. I feel like those guys that discovered that stone-age tribe and gave them the common cold, wiped them out »). Cela ne l'empêche pas de réagir au mépris condescendant de Collins en lui donnant, en plein bal, un violent coup de genou dans l'entre-jambe, de sermonner Bingley pour sa lâcheté devant la volonté de son ami, d'accuser Darcy de ne pas se montrer digne de l'image qu'elle s'est faite de lui et d'Elizabeth, dans son désir d'empêcher le monde où elle est amenée à vivre (puisqu'elle n'arrive plus à ouvrir la porte) de s'éloigner de la fiction.

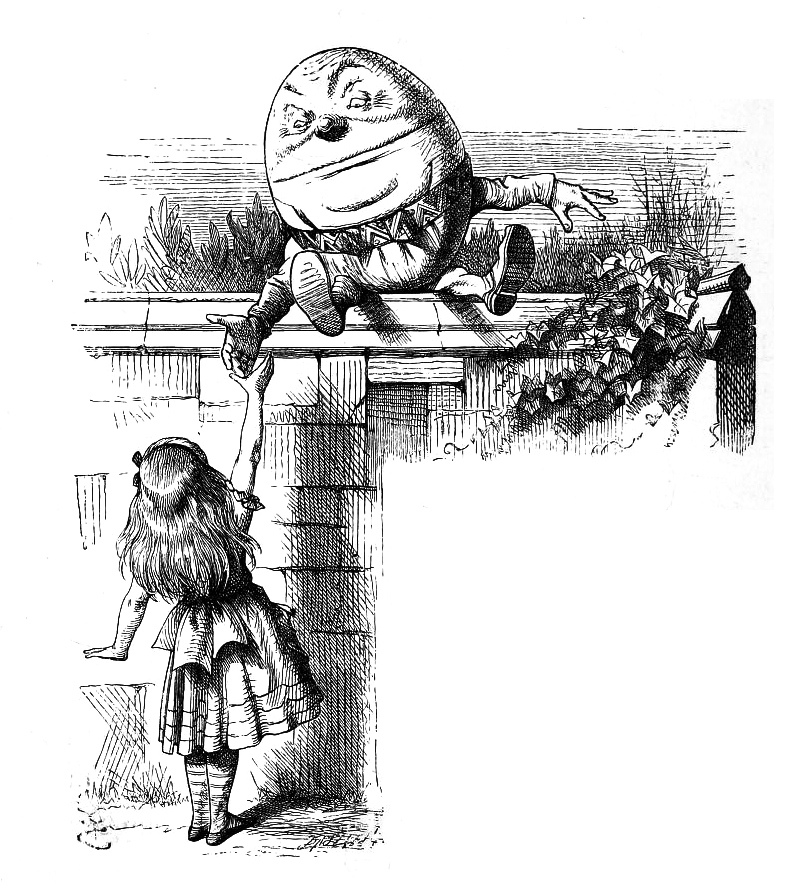
Humpty Dumpty, ou Bumface, le nom d'un nouveau jeu de cartes... d'après Amanda.

Caroline Bingley s'ingénie à la ridiculiser, Mrs Bennet puis Lady Catherine cherchent à la chasser parce qu'elles sentent le danger qu'elle représente, mais elle a les moyens, par le langage, de saper leur autorité. Elle trouble et horrifie Darcy qui lui jette, à Netherfield : « je méprise les ingérences d'une femme si étrangement portée au mensonge, au désordre et à l'obscénité. Ces choses-là me dégoûtent. Vous me dégoûtez. Vous êtes une abomination, madame ! » (« I despise the intrusions of a woman so singularly dedicated to mendacity, disorder and lewdness. They repel me. You repel me. You are an abomination, Madam! »).
Les choses commencent à changer pour elle lorsque, en désespoir de cause, elle accepte l'aide de Wickham, le seul qui lui tende la main lorsqu'elle est obligée de reprendre sa tenue moderne. Il lui procure une robe et propose de lui apprendre quelques règles de conduite indispensables dans l'Angleterre georgienne : le maintien, l'usage (codifié) de l'éventail, l'allusion à quelques relations prestigieuses (quoique inventées) qui font meilleur effet qu'une grosse fortune acquise dans le commerce du poisson. En allant à Hunsford et Rosings, elle s'éloigne de la porte magique et accepte son rôle de doublure obligée de remplacer la vedette absente. Elle a encore des réactions incontrôlées, comme ce bumface destiné à Caroline, malheureusement dit à haute voix ; mais elle se rattrape adroitement, inventant pour l'occasion un jeu de cartes dont elle établit les règles au fur et à mesure, sous le regard méfiant puis agréablement surpris de Darcy, devant son adresse et la générosité qu'elle montre à l'égard du malheureux Bingley.
C'est à Pemberley, finalement, qu'elle comprend ce qui l'a « poussée à ouvrir la porte » : c'est du « vrai » Darcy dont elle a toujours été amoureuse, l'imaginant derrière tous les garçons qu'elle a fréquentés. Et puisque « la vedette a omis de se présenter », la doublure doit « assurer le spectacle à sa place » (« I am like an understudy: the star has failed to turn up, and I have to go on and do the show! »). Mais, lorsqu'elle lui dévoile avec sincérité qu'elle « a un passé », elle découvre qu'il ne s'est pas débarrassé de tous ses préjugés de caste : un Darcy peut envisager d'épouser une étrange jeune fille qui ne se conduit pas de façon « convenable », pas une qui a perdu sa virginité. Là dessus, la découverte de son exemplaire du roman le révulse et il la rejette avec dégoût. Avant de partir « vers nulle part », blessée et furieuse, elle lui reproche de sous-estimer tout le monde, « parce qu'il est censé être si enflammé d'intégrité » et qu'il l'a mal jugée : (« You’re supposed to be so incandescent with integrity that you misjudge everyone. You misjudge me »).

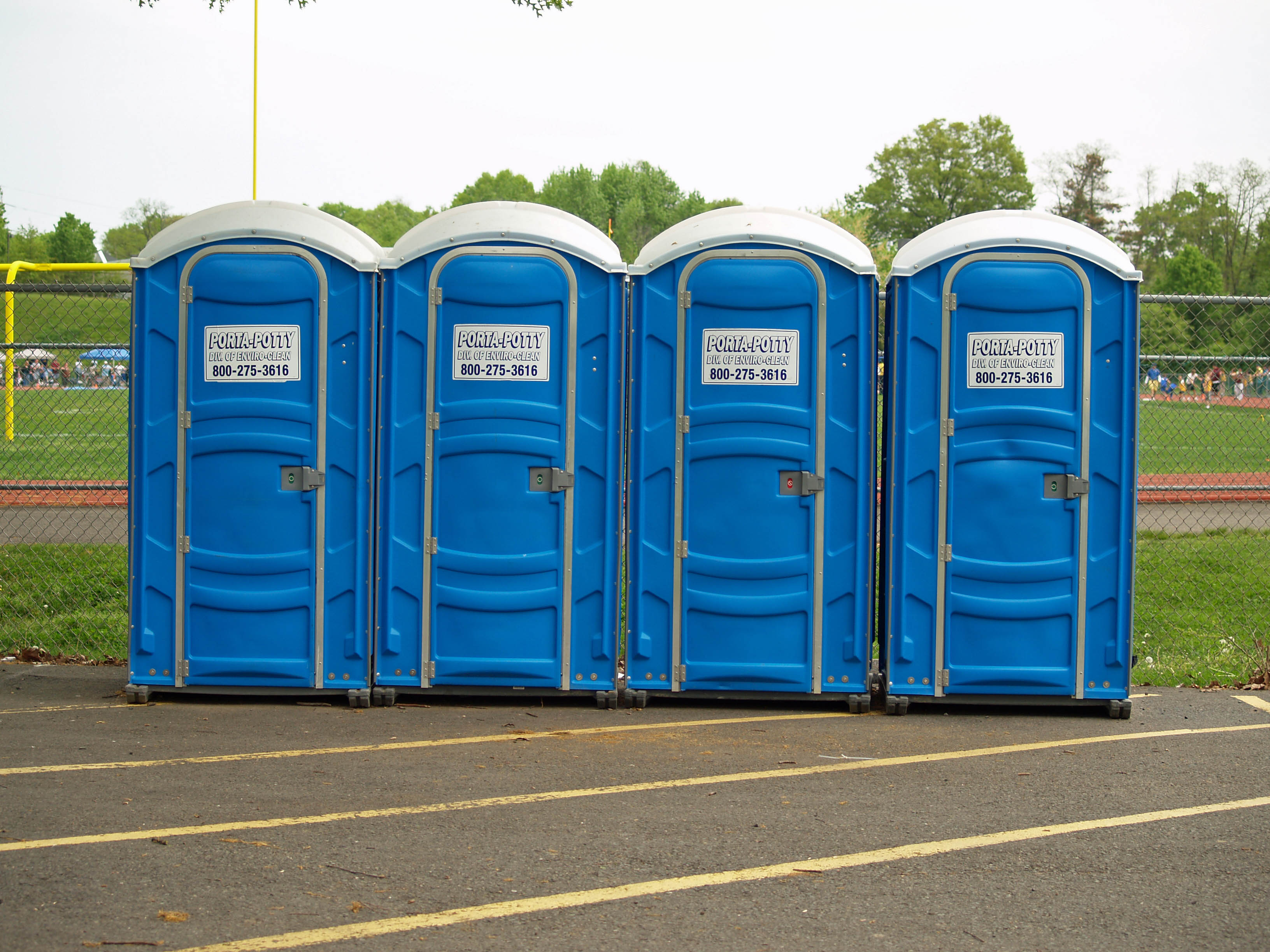
La « porte » qui ramène Amanda puis Darcy au XXI se trouve dans les WC d'un chantier urbain.

Le pire, pour elle, maintenant, sera de ne plus jamais voir Darcy, mais, courageusement, elle se force à accepter cette réalité et à faire bonne figure (Happy face!). Elle repousse les déclarations saphiques de Caroline et, à la demande de Jane, raccompagne à Longbourn une Mrs Bennet convaincue que la fuite de Lydia « à Hammersmith » avec Bingley se conclura par un heureux mariage. Amanda en doute, comme Mr Bennet, qui l'emmène à ce mystérieux « Hammersmith » où Wickham arrive à propos pour lui éviter des explications embarrassantes, et révéler la cachette des deux fuyards. Lorsque le besoin de retrouver Elizabeth devient urgent, son père ayant été gravement blessé en voulant se battre avec Bingley, Amanda franchit, dans l'auberge (au nom évocateur de Jerusalem Inn), une porte qui ouvre sur son époque : elle émerge brutalement dans un chantier urbain par la porte de toilettes mobiles et se trouve un temps désemparée, indécise, misérable, dans ce monde qui lui est maintenant devenu plus étranger qu'à Elizabeth.
Après avoir ramené Elizabeth et Darcy « au bon endroit et à la juste place », les incitant un peu malgré eux à « faire leur devoir », elle se prépare, avec regret, à retourner définitivement dans son monde, car elle a négocié avec Lady Catherine son départ de « la société » en échange de l'annulation du mariage de Jane (qui n'a pas été consommé). Cependant, le mot laissé par Darcy dans la clenche de la porte, qui laisse entendre qu'il n'a rien oublié de son passage dans le Londres du XXIe siècle, la fait changer d'avis ; avec la bénédiction d'Elizabeth, elle retourne à Pemberley où elle peut maintenant - dans cette version absurde de l'histoire - prendre définitivement sa place.

### Fitzwilliam Darcy
Le Darcy d'Elliot Cowan est moins archétypal que celui du roman et même que celui que joue Colin Firth. Il apparaît comme une version alternative du héros iconique, dont le comportement peut surprendre les admirateurs du personnage de fiction, le perfect Mr Darcy, le « vrai » Darcy .
L'aristocrate déplaisant
Il est plus enclin à engager la conversation que le personnage original, mais il porte sur autrui les jugements catégoriques d'un censeur et d'un gardien rigide des bonnes mœurs : les Bennet sont « pourris » (tainted) et « manipulés par Miss Price » qui « est l'instrument de Satan ». L'existence hors de la bonne société est « un cloaque » (sewer). Il apparaît au début comme un misanthrope si contraint et rigide, si enfermé dans les devoirs de sa classe que même Jane, pourtant réputée pour être indulgente, le considère comme insupportablement orgueilleux.
Dédaigneux, arrogant, d'une morgue tout aristocratique, il est persuadé qu'« il n'y a pas de hasard de la vie », qu'il est normal que les riches soient oisifs et que la société de castes qu'il connaît, où les règles de savoir-vivre imposent des frontières étanches entre les milieux sociaux, obéisse à des lois immuables et divines, comme l'exprime une de ses premières répliques : « Dieu aime le gentleman, c'est le devoir du gentleman de lui retourner le compliment ». Wickham le traite de Mr Sweller-endo (Monsieur l'imbu de soi-même) ; Amanda le juge « toxic » (« empoisonnant ») et particulièrement inamical. Dans son langage imagé, elle le traite de total git (« salaud fini ») et de miserable sod (« affreux casse-pied »). Déçue de le voir si « opiniâtrement déplaisant », elle lui reproche de ne pas être le vrai Darcy (the real you).
Jusqu'à leur première discussion à Hunsford, il est dans le déni complet, outrancier même, de son attirance pour cette « sauvagesse ». Il croit éprouver à son encontre un « mépris abyssal » (abysmal disregard) et ne comprend pas pourquoi il recherche sa présence. Mais c'est là que sa transformation commence : il voit Amanda éviter au pauvre Bingley l'humiliation de perdre la montre héritée de son père et vient la supplier de lui pardonner son aveuglement devant les sentiments de son ami et de Jane.
Le maitre de Pemberley

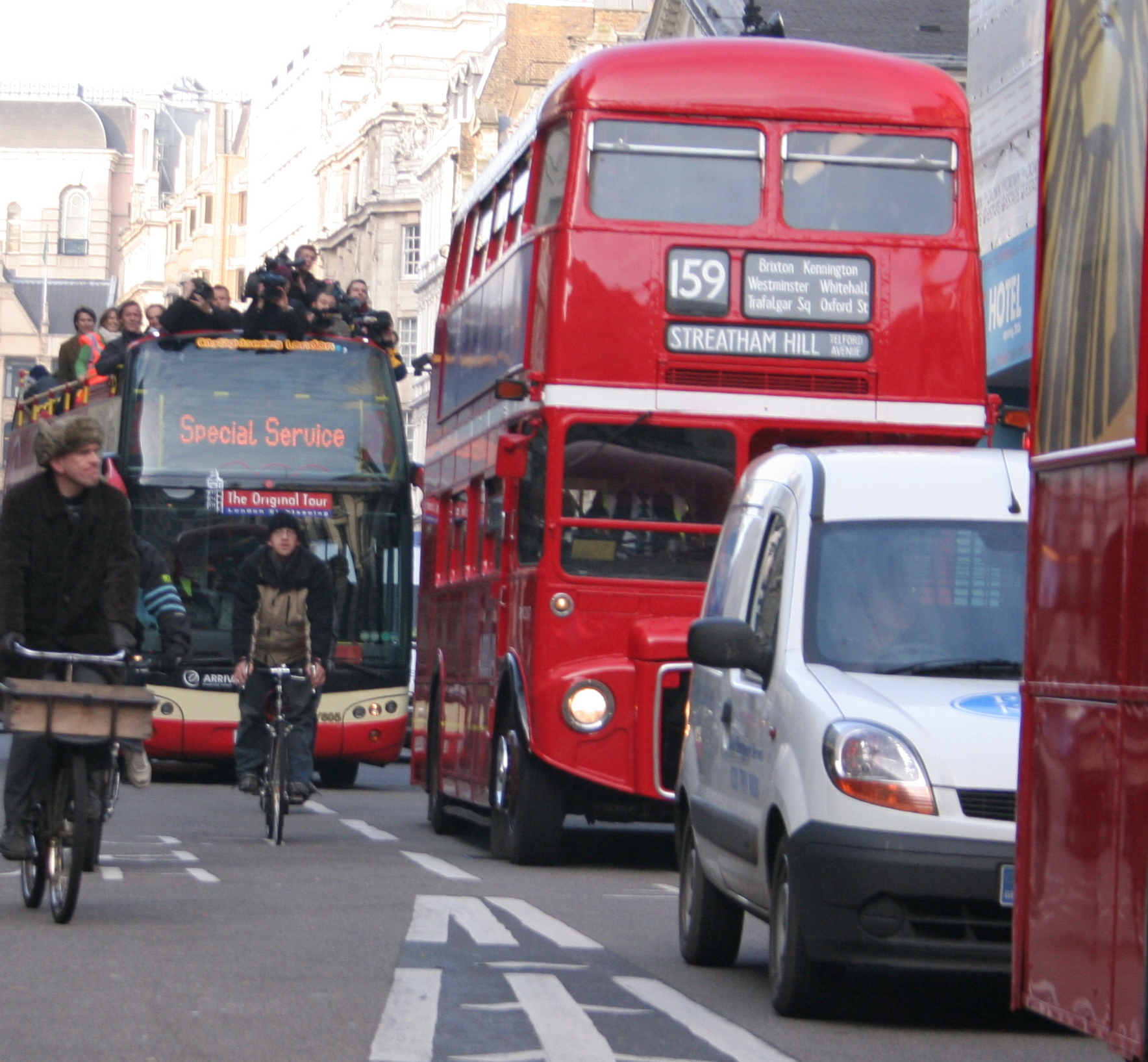
« Quel est cet endroit épouvantable ? » demande Darcy. « C'est Londres, mon Londres » lui répond Amanda.

C'est seulement chez lui, à Pemberley, qu'il se sent libre de reconnaître ses sentiments pour elle.
Cependant, la scène symbolique qu'il rejoue à la demande d'Amanda, et pour lui faire plaisir, a perdu son sens initial : la plongée de Colin Firth dans le lac, « court répit dans ses obligations et l'agitation de son âme tourmentée et malheureuse », est une scène de purification au cours de laquelle Darcy se « dévêt » de son orgueil et se « lave » de ses préjugés sociaux. La scène stylisée au cours de laquelle Elliot Cowan émerge lentement du bassin comme une divinité marine, n'est qu'un hommage ironique, un pur « moment postmoderne ». Certes, Darcy affirme à Amanda que, malgré ses défauts, il l'aime « de tout son cœur », mais l'obstacle suivant est, à ses yeux d'aristocrate du XIXe siècle, insurmontable : elle n'est plus vierge, donc « Un homme comme moi ne peut épouser une fille comme vous ».
C'est la plongée dans le Londres du XXIe siècle qui va lui permettre de vaincre ce dernier préjugé. C'est là qu'il est « proprement humilié », qu'il est, à son tour, désemparé et déstabilisé. Il a besoin de perdre tous ses repères pour admettre qu'il aime Amanda et qu'il est prêt à vivre n'importe où, même dans ce « lieu infernal », pour être avec elle : « I would harrow hell to be with you ». Dans cette époque-ci, c'est lui qui est l'anachronisme, l'ingénu pas à sa place, comme le montrent ses réactions et son comportement dans la rue et dans le bus. Il découvre que le monde a « rudement changé » : celle qui se dit son « épouse depuis deux cents ans » porte cheveux courts et pantalon, des femmes sont médecins, les noirs prennent le bus et les filles dans la rue sont habillées comme les garçons. Cette incursion dans le monde d'Amanda entraîne, à son retour dans son époque, un besoin irrépressible de dormir d'un sommeil cataleptique, qui l'aide à digérer son « mauvais rêve ».

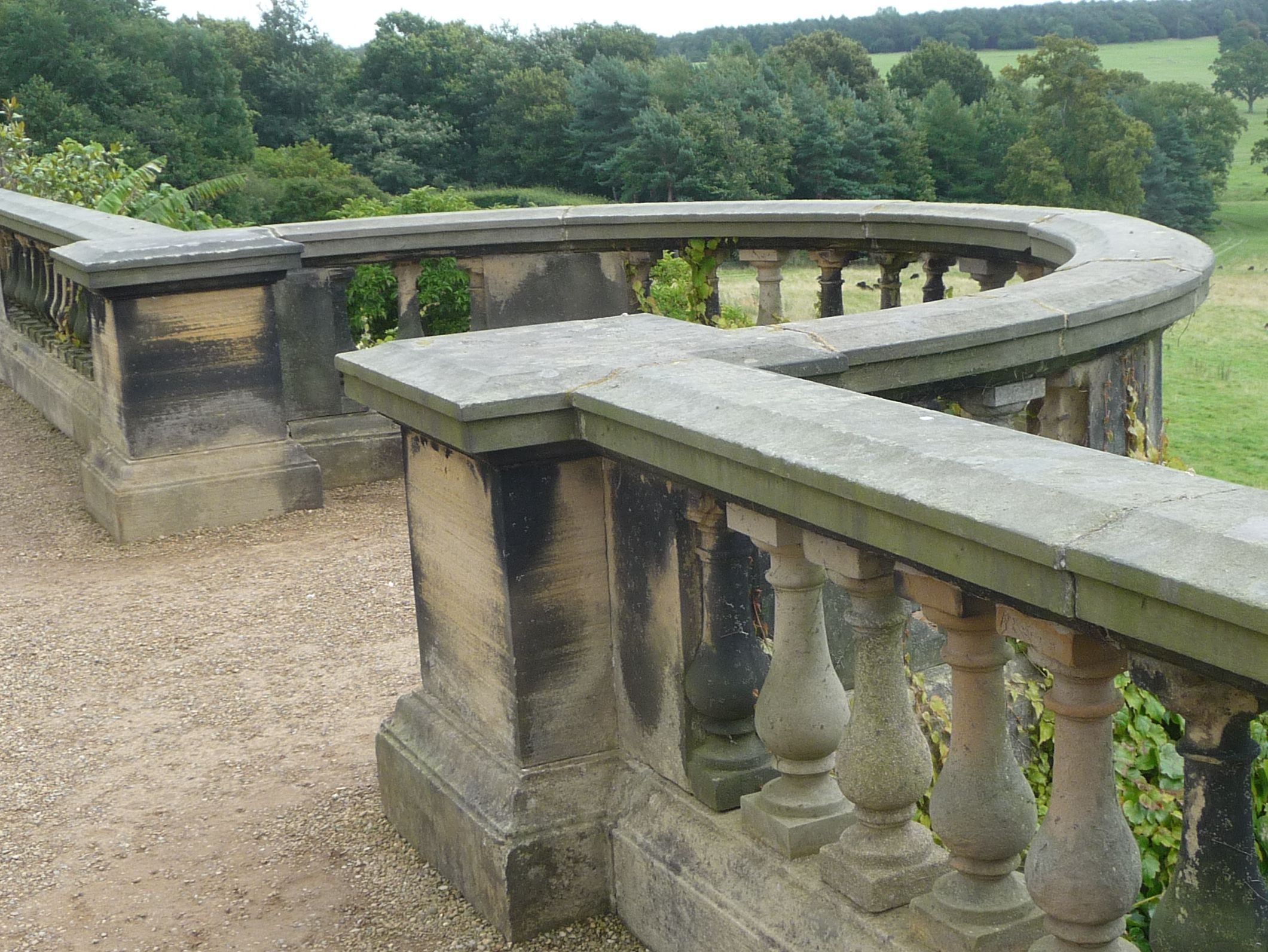
Une balustrade en arc de cercle du jardin en terrasse, d'où Darcy contemple son vaste domaine.

Lorsqu'Amanda vient le rejoindre à Pemberley, il contemple son domaine non plus de la terrasse du haut (celle où ils étaient quand il a trouvé impossible de l'épouser) mais de celle plus basse du jardin à la française, auquel il tourne symboliquement le dos. Il se rapproche de la nature, que représente le parc paysager qui s'étend devant lui, mais il a encore des progrès à faire, puisqu'il « sourit seulement en privé, quand personne ne regarde ».

### Les autres personnages du roman
Certains personnages sont un peu (Mrs Bennet, Lydia, Caroline Bingley) ou beaucoup transformés, comme Georgiana et surtout Wickham. Amanda a d'ailleurs du mal à admettre que les « personnages qu'elle croit si bien connaître se métamorphosent en étrangers ayant des idées personnelles ».

#### Wickham
George Wickham, qui arrive dans le deuxième épisode comme un sauveur, se révèle peu à peu comme le contraire du personnage du roman. Amanda met longtemps à revenir sur ses préjugés à son égard, ce dont il ne s'offusque pas, se contentant de demander un peu étonné : « Qu'est-ce qu'un néon ? » lorsqu'elle menace de se tenir derrière lui avec une grosse balise en néon pour signaler qu'il ne faut pas lui faire confiance.
Chevaleresque, généreux, spirituel, il est un être libre qui s'amuse, bien décidé à prendre la vie du bon côté : un de ses mots favoris est le mot « gaité » (gaety). Il a un langage aussi imagé que celui d'Amanda pour caractériser Darcy, Lady Catherine ou Caroline Bingley qu'il surnomme Frosty Knickers (Culotte givrée). Il décide de l'aider, même si Amanda se passerait volontiers de son entregent lorsqu'il fait courir le bruit, pour la débarrasser de Collins, que sa fortune a des « origines océaniques » et que son marchand de poissons de père l'a entièrement bue. Il trouve que cette étrange fille, qui doit se sentir bien loin de chez elle, a du cran (spunky, dit-il). C'est un manipulateur plein de ressources, qui lui donne quelques clés pour se comporter de façon acceptable et joue un deus ex machina dans le dernier épisode, lui évitant de devoir avouer à Mr Bennet qui elle est réellement.

#### Les Bennet
Mrs Bennet
Elle a un aspect de mère-poule (comme dans le film de Joe Wright), un peu naïve et sotte, bavarde, toujours en mouvements, inquiète de caser ses filles mais affectueuse (comme dans la mini-série de 1980). Elle manipule Jane pour qu'elle se fasse épouser par un homme parfaitement repoussant, persuadée qu'elle fait un « heureux mariage ». Elle trouve qu'Amanda manque de tact et de tenue (indelicate, unkempt) et croit qu'elle est venue à Longbourn pour empêcher ses filles de se marier et « contrecarrer les plans de Jane » (to queer Jane’s pitch). Elle est ravie que Lady Catherine apprécie la douceur et les bonnes manières de Jane et se réjouit qu'elle lui propose des maris pour sa progéniture, complètement inconsciente du mépris de la grande dame.
Ce n'est qu'à Pemberley qu'elle prend conscience du gâchis qu'est le mariage de Jane, et que le sien non plus n'est pas heureux. Alex Kingston l'imagine comme une femme triste, malheureuse en ménage, qui souffre de la démission de son mari et essaie de maintenir unie la structure familiale sans en avoir vraiment la capacité affective, d'où sa propension à continuellement jacasser pour surcompenser la démission de son mari. Finalement, elle trouve le courage de se dresser contre Lady Catherine et de la mettre vertement à la porte lorsqu'elle vient à Longbourn, la traitant de « bégueule », d'« hypocrite », de « tyran ordinaire » qui, en plus, « triche aux cartes » : « You are a prig, Madam, a pander, a common bully. And you cheat at cards! ».
Mr Bennet
Le personnage bonasse que joue Hugh Bonneville se prénomme Claude, ce qui surprend Amanda, mais correspond à l'image traditionnelle de l'empereur Claude : un faible, dominé par sa femme, apathique et lent d'esprit, capable à l'occasion de colères fulgurantes. Il s'évade de son quotidien par l'étude des plantes et la contemplation des étoiles (écho au personnage que campe Donald Sutherland dans le film de 2005), et ne trouve rien de mieux à faire que la grève de la vie conjugale en se retirant dans sa bibliothèque comme un enfant boudeur pour protester contre le mariage de Jane. Cependant il montre plus de respect à sa femme lorsque celle-ci dit ce qu'elle pense à Lady Catherine, et affirme à Elizabeth qu'il est grand temps qu'il cesse de se reposer sur elle et de se conduire en gamin irresponsable lorsqu'elle lui annonce son désir de retourner à Hammersmith.
Jane Bennet (Mrs Collins)
Morven Christie joue une jeune femme de devoir, sérieuse, soucieuse du décorum et du respect des convenances. Elle offre de grand cœur son amitié à Amanda, même si celle-ci la choque souvent par son comportement et ses prédictions qui ne se réalisent pas. La disparition de sa sœur préférée la blesse et son absence à son mariage la persuade qu'Elizabeth a rejeté sa famille.
Elle subit stoïquement son mariage et souffre de voir Bingley se conduire en amoureux transi et désespéré. À la réflexion, elle juge sévèrement la passivité de son père. La violente réaction de sa mère quand Lady Catherine vient à Longbourn l'encourage à dire à Collins ce qu'elle pense de lui et de ses frères, mais elle est effondrée à l'idée d'être jugée par la société : une femme qui n'a pas donné à son mari l'envie de consommer le mariage.
Mr Collins
Mr Collins est un personnage ridicule (Elizabeth, en le découvrant, le nomme Jiminy Cricket) mais surtout odieux et abject, qu'Amanda soupçonne rempli d'habitudes dégoûtantes. Guy Andrews pousse la caricature beaucoup plus loin que les autres scénaristes et Guy Henry joue un personnage repoussant, sexuellement coincé, très différent de l'inénarrable fat prétentieux et impatient joué en 1995 par David Bamber ou de l'exubérant et ridicule Mr Kohli de Bride & Prejudice.
Elizabeth Bennet
L'héroïne du roman est quasiment absente de cette adaptation. Impatiente de découvrir ce monde où la lumière se fait en tirant simplement sur un cordon, elle laisse Amanda aller à Longbourn. On la retrouve, à la fin, entourée d'objets emblématiques de la société de consommation (télévision, chaîne hi-fi, ordinateur portable, fer à vapeur, cuisine équipée), adepte de la cuisine macrobiotique et employée chez des personnes soucieuses de leur empreinte écologique. Elle se considère comme née « au mauvais moment et au mauvais endroit », se montre à l'aise avec un téléphone portable, mais occupe un métier traditionnellement féminin, celui de bonne d'enfant. Cependant, elle a été « changée par ce qu'elle a vu » ; semblable à Pirhana qui ne peut vivre « sans chocolat, électricité ou papier-toilette », elle va retourner dans ce monde où elle laisse tous les appareils électriques allumés même quand elle n'en a pas besoin, alors que ses patrons se soucient du réchauffement climatique, ce qu'on peut considérer comme une critique des absurdités de notre mode de vie.

#### Les Bingley
Caroline Bingley
Spirituelle et accomplie (elle joue du piano et chante en allemand) mais condescendante et hautaine, prenant un malin plaisir à déstabiliser Amanda, Caroline est une femme froide, frigide d'après Wickham qui la surnomme Frosty Knickers, et qui se dévoile lesbienne, ce qui ne l'empêche pas de vouloir épouser Darcy, parce que c'est ce que tout le monde attend, dit-elle, « même Dieu ».
Charles Bingley
C'est un faible, qui justifie sa lâcheté envers Jane par la force de Darcy, « béquille » sur laquelle il s'appuie. Il noie d'abord sa peine dans l'alcool, puis, sous l'influence d'Amanda qui le sermonne, il se rebelle contre Darcy, en mots à Rosings, puis en gestes (il le boxe à Pemberley). Mais il découvre que fuir la société et tenter de devenir un « bon sauvage » n'est pas une solution. Finalement, il propose à Jane de se libérer des convenances sociales et, une fois son mariage annulé, de partir avec lui dans un « nouveau monde » (Les Amériques).

#### Lady Catherine de Bourg
« Dans le comté on ne parle que des appuis fournis par Lady Catherine », dit Collins. La puissante dame tient beaucoup à son rôle de buttress : se considérant comme un « pilier », une « défense » de la bonne société, elle se conduit en dame patronnesse tyrannique, habituée à traiter tout le monde avec condescendance et régenter son entourage. Démoniaque et acide, Sa Seigneurie tisse sa toile autour des Bennet, jusqu'à ce que Mrs Bennet et Jane en prennent conscience et se révoltent.

#### Personnages mineurs
Les demoiselles Bennet

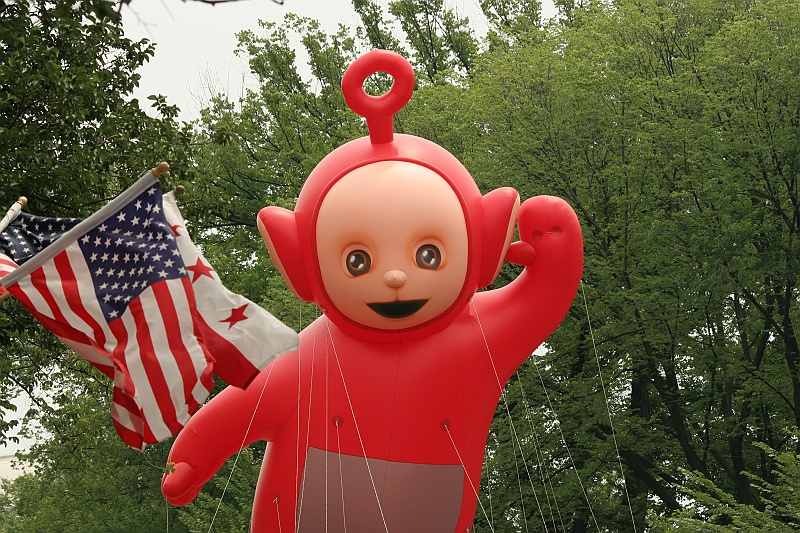
Po, la plus petite des Télétubbies. Celui que ramasse Darcy, Tinky Winky, le plus grand et le plus affectueux, est indigo.

Lydia est une jeune fille primesautière et gaie que la vie provinciale ennuie, comme ses sœurs. Mais elle est la seule qui a l'occasion de quitter Longbourn. Elle est curieuse de connaître ce Hammersmith mystérieux et fascinant (« a place unsettled by conventions » en dit Mr Bennet) d'où arrive Amanda dans une tenue étrange et avec des objets inconnus (le tube de gloss). Sa fuite avec Bingley est plus un acte de désespoir (elle n'a nulle envie d'épouser le gros Tinkler Collins) qu'une réelle volonté de transgression.
Les personnages de Mary et Kitty, souvent inséparables, sont moins développés. Mrs Bennet fait bien l'éloge des talents musicaux de Mary, mais celle-ci n'a pas l'occasion de jouer, et Kitty se plaint à son père d'être obligée de rester à la campagne pendant que Lydia s'amuse dans le grand monde, mais il la renvoie sans ménagement.
Georgiana Darcy
C'est une toute jeune fille qui passe son temps à classer inlassablement ses perles et ses pierres, solitaire mais « très déterminée », découvre Amanda : n'ayant pu obtenir que Wickham, dont elle est amoureuse, cesse de la considérer comme « sa chère enfant, mais toujours une enfant », elle l'a accusé de l'avoir déflorée (despoiled), ce qui explique qu'elle soit plus ou moins cloitrée à Pemberley. Mais Wickham refuse de dire la vérité à Darcy : s'il savait que c'est elle qui s'est offerte à lui, il la tuerait. Darcy semble mal à l'aise avec cette petite sœur trop précoce et un peu étrange.
Charlotte Lucas
La fade Charlotte Lucas a du mal à accepter l'absence d'Elizabeth et l'explication qu'en donne Amanda : elle serait allée à Hammersmith pour écrire un livre, au calme. Elle disparait rapidement, préférant partir comme « missionnaire en Afrique » plutôt qu'épouser l'odieux Collins.
Les frères Collins
Outre Elizabeth, des personnages plus ou moins importants du roman ont disparu, comme les Gardiner, Mrs Philips, le colonel Fitzwilliam, les Hurst et la famille de Charlotte Lucas, mais d'autres sont ajoutés.
Ainsi, Mr Collins est affublé de trois frères encore plus rustres que lui, aux noms symboliques : Probity, Elysium et Cymbal, que Lady Catherine envoie à Longbourn pour épouser les demoiselles Bennet encore célibataires. Dans la version originale, Collins précise à Lydia, qu'il verrait bien mariée à ce gros balourd de Cymbal, que ce dernier est surnommé Tinkler. Ce surnom fait écho au personnage de Tinky Winky, doux et maladroit Télétubbie particulièrement controversé depuis 1999, qui apparait plus tard, d'abord en illustration dans le livre que regardent deux enfants assis dans le bus, puis sous forme de jouet en peluche chez les Rosenberg.

### L'entourage moderne d'Amanda
Frankie
Mrs Price, sa mère, n'apparaît que dans le premier épisode. Son nom rappelle celui de Frances Price, la mère débordée et insatisfaite de Fanny Price, l'héroïne de Mansfield Park. C'est une femme entre deux âges, divorcée et désabusée, qui, pour meubler le vide de sa vie, repeint son appartement en fumant et buvant du thé. Mais, inquiète de sa propre solitude, elle conseille à sa fille d'accepter la demande en mariage de Michael : c'est un gentil garçon, il ne se drogue pas et ne la bat pas.
Michael Dolan
Le petit ami du moment (qu'elle fréquente depuis un an, avoue-t-elle à Darcy), n'a rien du prince charmant dont elle rêve : amateur de voitures et de bière, incapable d'exprimer ses sentiments, c'est lui qui, au début du premier épisode, fait une demande en mariage qui frise la grossièreté. Il a sûrement de l'affection pour Amanda, puisqu'il a vendu sa Bugatti pour leur payer ce qu'il espérait être un voyage de noces aux Barbades, et que sa disparition l'a inquiété : il lui a envoyé « 75 textos et plus d'une heure et demie de message vocal » ; mais, dans l'épisode 4, jaloux de la sollicitude d'Amanda envers Darcy, il le prend en grippe et la menace de rompre définitivement avec elle si elle franchit à nouveau la porte magique, ce qu'elle traite de comportement machiste.
Pirhana
L'amie d'Amanda est une « personne de couleur », symbole du métissage de la société britannique, extravertie, parfaitement à l'aise dans son époque et peu soucieuse d'aller voir « avant ». Attachée au confort matériel qu'offre la vie moderne, elle prétexte sa couleur de peau (« I am black »), mais justifie surtout son refus catégorique de franchir la porte magique par son incapacité à « vivre sans chocolat, électricité ou papier de toilette, pas même pour dix minutes ».

## Un hommage parodique

### Aux limites du fantastique
Lost in Austen est bâti selon le principe du « livre dont vous êtes le héros », le déroulement de l'intrigue dépendant des choix et du comportement d'Amanda Price, personnage complètement étranger à l'histoire originale, mais qui, en franchissant une porte surnaturelle entre deux mondes, accomplit un voyage dans le temps.
L'univers de Jane Austen est respecté au début, mais quand une jeune femme du XXIe siècle qui n'a pas sa langue dans sa poche, débarque, avec les manières libérées de son époque, dans un monde dont elle ignore les codes sociaux et les habitudes de la vie quotidienne, les catastrophes s'enchaînent et l'histoire déraille. Le personnage d'Elizabeth disparaît (elle ne revient – provisoirement – du XXIe siècle que dans le dernier épisode) et c'est Amanda qui prend sa place dans cette version des événements. Mais, en cherchant désespérément à remettre sur ses rails une histoire que sa seule présence fait dévier, elle commet des gaffes, parle à tort et à travers, et « rien ne se passe comme il faudrait ».
La série relève ainsi de genres bien connus de la génération Y qui, si elle connaît le roman de Jane Austen au moins pour en avoir étudié des passages en classe ou à l'université, est aussi consommatrice de jeux vidéo et de jeux de rôle : le retour dans le passé, comme dans Life on Mars, et l'existence de mondes parallèles, dont la série Harry Potter est l'exemple le plus emblématique, lui sont des notions familières.

### Clins d'œil
Toute la série est remplie de clins d'œil au roman dont elle suit assez fidèlement la trame générale, mais surtout aux divers films et téléfilms qui s'en sont inspirés, parfois mieux connus du public que l'œuvre originale elle-même, déformant leurs scènes les plus emblématiques, puisque manque ce qui est essentiel dans les autres adaptations : l'histoire d'amour entre Darcy et Elizabeth. Il y a aussi des réminiscences d'autres romans de Jane Austen, comme Mansfield Park, puisqu'Amanda s'appelle Price, ou Northanger Abbey, lorsqu’elle est chassée de Longbourn avec seulement une livre sterling. En outre, Amanda la gaffeuse a des états d'âme comme Bridget Jones, autre grande admiratrice de Darcy/Colin Firth et héroïne d'une autre adaptation parodique du roman de Jane Austen.
Ainsi Elliot Cowan joue un Darcy mesquin, inamical, arrogant et complètement dépourvu d'humour, qui évoque tour à tour Laurence Olivier le dédaigneux et hautain Darcy de la première adaptation en 1940, David Rintoul, l'austère et froid Darcy de la télésuite de 1980, Colin Firth, en particulier le « Colin "Wet-Shirt" Firth » de Orgueil et Préjugés de 1995 et Matthew Macfadyen, le très imposant physiquement mais peu expansif Darcy du film de Joe Wright.
Amanda porte certains vêtements de l'Elizabeth de Jennifer Ehle, et a le même regard d'admiration muette qu'elle lorsqu'elle découvre Pemberley. Ruby Bentall évoque, avec ses lunettes rondes et ses robes à carreaux, la Mary campée par Lucy Briers en 1995 ; les Bennet ont un cochon, Lady Ambrosia (allusion à celui qui traverse Longbourn dans le film de 2005).
Des scènes sont de vrais pastiches de scènes jouées par Matthew Macfadyen, en particulier le presque baiser de Darcy concluant l'entrevue avec Amanda à Hunsford ou le relâchement progressif de sa tenue vestimentaire, jusqu'à la longue redingote brune et la chemise au col largement ouvert qu'on lui voit lorsqu'il arpente les jardins de Pemberley. Et la garden-party qui réunit tout le monde à Pemberley autour d'une séance de tir aux pigeons rappelle celle organisée à Netherfield (avec une séance de tir à l'arc) dans le film de 1940.
Mais les allusions concernent davantage le Darcy interprété par Colin Firth dans Orgueil et Préjugés : outre la scène d'anthologie qu'Amanda lui demande de (re)jouer pour elle, on voit Darcy, de dos ou de trois quart, longuement regarder par une fenêtre, fréquemment observer Amanda, et, dans le dernier épisode, l'envelopper d'un long regard lorsqu'ils se disent adieu.
Après avoir rencontré Darcy en quelque sorte « en chair et en os » à Meryton, Amanda, qui l'imagine à travers l'acteur qui l'interprète, fait à Jane une remarque énigmatique : « Well, he's not Colin Firth, but then, … They had to change the shape of his head with make-up » (Bon, il n'est pas Colin Firth, mais lui aussi… on a dû lui faire une autre tête avec du maquillage). Et même pour Elizabeth, qui a pourtant quitté Longbourn avant l'arrivée des Bingley dans le Hertfordshire, Darcy n'est pas un inconnu, puisqu'elle a découvert l'existence de « Fitzwilliam Darcy de Pemberley » à travers les sites consacrés à la série de 1995 et à Colin Firth dans le rôle : dans une scène du dernier épisode, on les voit, Darcy et elle, se pencher côte à côte, autre étrange « moment post-moderne » pour Amanda, sur l'écran de l'ordinateur qui affiche, dans une sorte de mise en abyme, une page consacrée à Colin Firth-Darcy intitulée The Darcy-obsession .

## Production

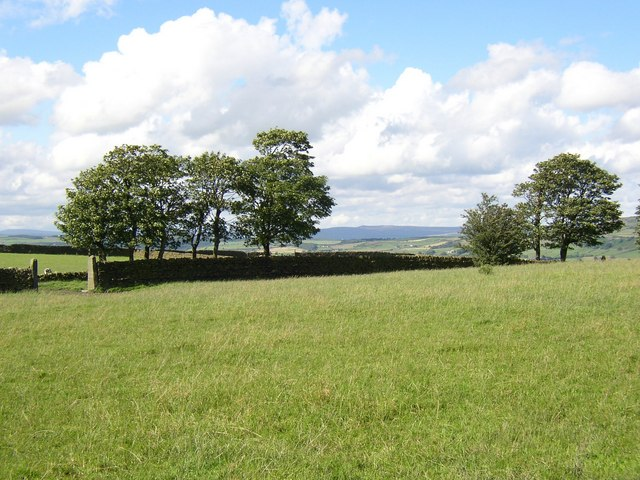
Paysage du West Yorkshire.

### Lieux de tournage
La série est tournée essentiellement dans le Yorkshire, où l'agence régionale Screen Yorkshire s'est beaucoup investie pour permettre à Mammoth Screen de tourner dans des décors somptueux et de bonnes conditions. C'est la ville de Wakefield, au sud-est de Leeds, dans le Yorkshire de l'Ouest qui sert à représenter Londres : la scène à Sanditon Life, l'entreprise où travaille Amanda, est tournée dans l'ancienne banque du Yorkshire (désaffectée), sur Westgate, et celle dans le bar à vin au Beluga Lounge, Market Street.
Les paysages sont ceux des environs de Wetherby. C'est non loin de cette ville, au nord-est de Leeds, que se trouvent les principaux lieux de tournage : Bramham Park (Netherfield, Meryton, le parc de Pemberley) et Harewood House (Pemberley).
Bramham Biggin était un bâtiment vide, inoccupé depuis longtemps, et plus ou moins à l'abandon situé près du village de Bramham. Il a été possible de l'aménager entièrement, intérieurement et extérieurement pour figurer Longbourn ; un porche a été ajouté devant l'entrée principale et un jardin créé de toutes pièces sur un côté.

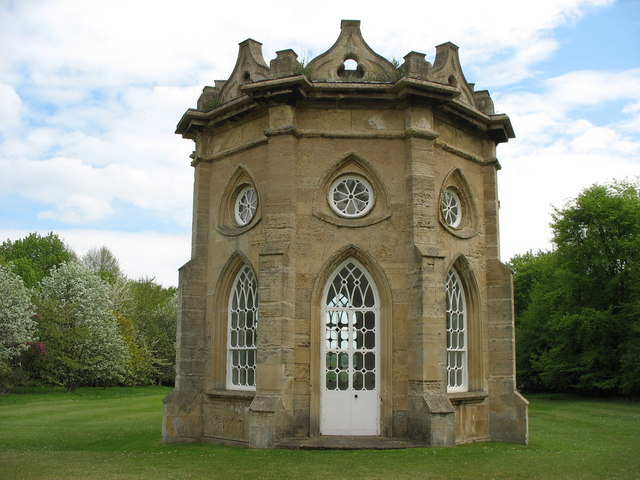
Le temple gothique de Bramham Parc

Diverses scènes sont tournées à Oakwell Hall, dans le district métropolitain de Kirklees et dans le parc paysagé de Bramham Park : la garden party de Pemberley, devant le temple gothique ; la scène où Elliot Cowan rejoue pour Amanda la plongée de Colin Firth, dans la pièce d'eau aux cascades.
Harewood House, au nord de Leeds, vaste demeure de style palladien du XVIIIe siècle, figure Pemberley. Le vaste jardin à la française en terrasse qui domine les pelouses, le lac et les bosquets relèvent des nombreux anachronismes qui parsèment la série, puisqu'ils datent de 1844.
C'est dans Cannon Hall, son parc et sa salle de bal lambrissée de chêne que sont tournées des scènes situées à Netherfield, ainsi que le bal de Meryton.
C'est une demeure du milieu du XVIIIe siècle, musée depuis 1957, située au nord de Barnsley, dans le Yorkshire du Sud.
Pour représenter Rosings Park et Hunsford, c'est Allerton Castle (en), une majestueuse demeure de style néogothique située dans le Yorkshire du Nord qui a été choisie.
Des scènes sont aussi tournées à Leeds (les marchés couverts/Hammersmith), à York et à Keighley. C'est à Leeds, en studio, qu'est construit le couloir du grenier de Longbourn.

### Le tournage

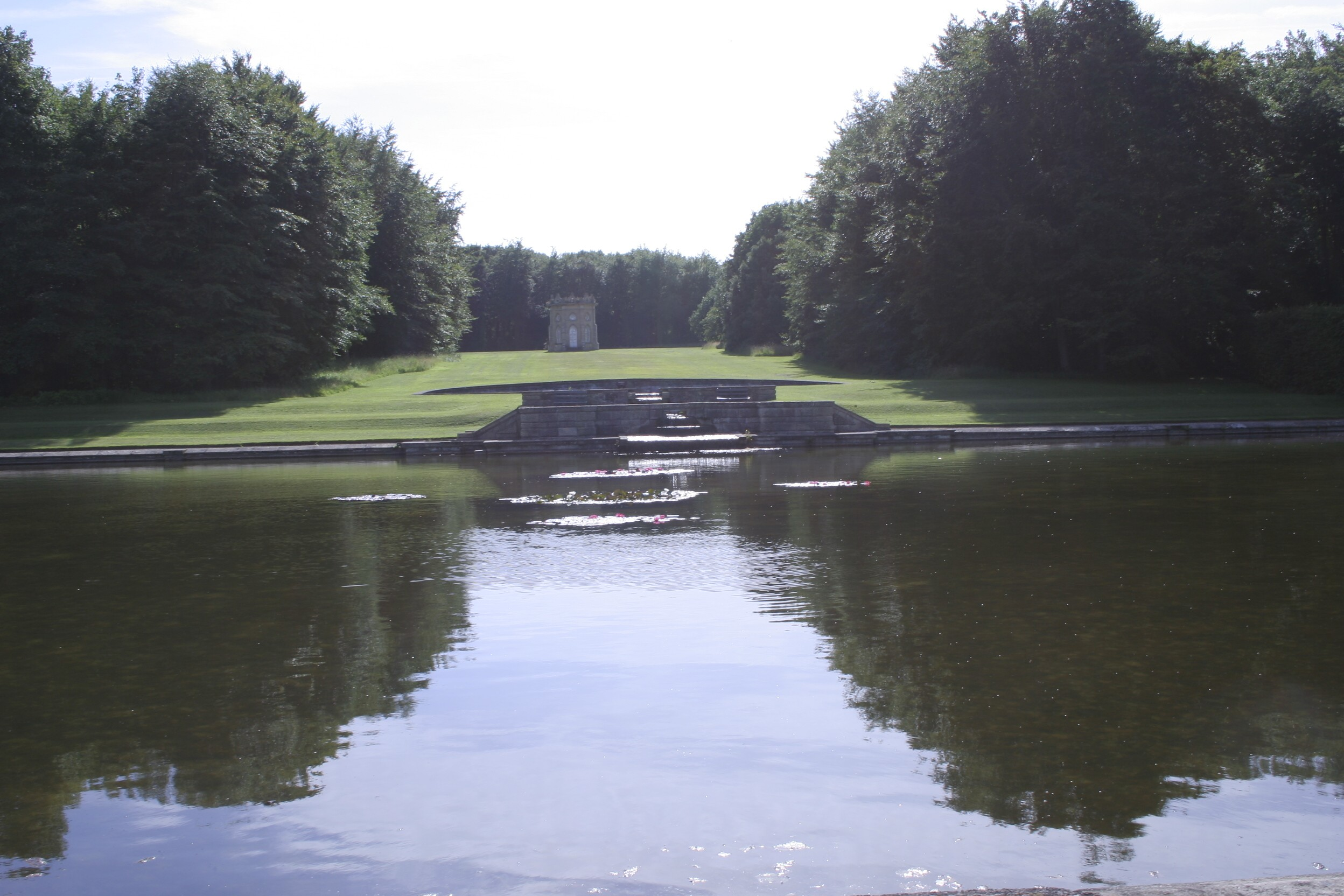
Bassin et cascades de Bramham Park, avec le temple gothique en arrière-plan.

Tourné essentiellement en milieu naturel et en extérieurs, il s'est déroulé en octobre et novembre 2007, ce qui a nécessité quelques ajouts de verdure et de fleurs pour la scène du mariage de Jane et Collins, censée se passer en plein été. Le repas chez Lady Catherine est tourné à Alerton Castle le 4 novembre. Les scènes situées dans le parc de Pemberley, la garden party (sur la pelouse devant le « temple gothique ») et celle où Eliott Cowan émerge de la pièce d'eau, sont tournées à Bramham Park, mi-novembre.

### Musique
Deux chansons sont exécutées en « musique d'écran ». Invitée à jouer du piano à Netherfield, Amanda est obligée d'avouer qu'elle ne joue d'aucun instrument et chante Downtown de Petula Clark : « When you're alone and life is making you lonely / You can always go downtown… forget all your troubles, forget all your cares / And go downtown… Everything's waiting for you » (« lorsque vous êtes seul, que la vie vous rend solitaire, vous pouvez toujours descendre en ville… oublier tous vos problèmes, oublier tous vos soucis, aller en ville… où tout vous attend »). Cette chanson (qui existe dans la version originale britannique mais, pour des questions de droit d'auteur, a été coupée dans les autres versions) prête à sourire dans le contexte où elle est chantée, mais elle exprime le sentiment d'insécurité sociale et personnelle des personnages. Elle est symbolique de l'état d'esprit d'Amanda, qui tente de fuir sa vie terne dans le roman de Jane Austen, mais elle trouve aussi un écho dans Bingley (qui fuira downtown à Hammersmith avec Lydia) et chez Charlotte Lucas qui partira en Afrique lorsque sa vie deviendra « irrémédiablement cafardeuse et insipide » (« if life became irreparably miserable and lonely »).
À Rosings, Caroline chante (en allemand) la mélodie de Mozart Lied der Freiheit,, qui parle de ceux qui, cherchant « la faveur du roi et le rang » (« Wer sich um Fürstengunst und Rang ») ne connaissent pas « la liberté dorée » (« Er kennt die gold’ne Freiheit nicht »). Lorsqu'elle commence la dernière strophe : « Doch wer dies Alles leicht entbehrt / Wornach der Thor nur strebt / Und froh bei seinem eignen Herd / Nur sich, nie Andern lebt », Darcy parle à Amanda des personnes qui ne font pas partie de son monde et le dégoûtent, elle enchaîne, sur les deux derniers vers du poème (« Der ist’s allein der sagen kann, / Wohl mir! Ich bin ein freier Mann. »), en évoquant les « appuis » (buttresses), expression qui a le don d'énerver Darcy : il se rend compte qu'il est sanglé dans un corset de règles et d'obligations sociales, qu'elle-même ne se sent pas obligée de respecter, et qu'il n'est pas un « homme libre ».
Dans la maison de ses employeurs, Elizabeth laisse tous les appareils électriques allumés, mais a coupé la voix de la chanteuse à la télévision : on entend en « musique de fosse » une musique qui lui est plus familière, une sonate pour piano de Muzio Clementi.

## Réception

### En Grande-Bretagne
La série connait un certain succès dès sa première diffusion, puisqu'elle réunit trois millions de spectateurs, malgré la concurrence de Who Do You Think You Are? sur BBC One.
À part Hugo Rifkind, qui, dans le Times du 30 août 2008, évoque une « absurdité prétentieuse » (smug nonsense) et un programme stupide, car « 99,9 % des spectateurs potentiels se demanderont qui diable est Jane Austen », la critique est plutôt favorable dans son ensemble, reconnaissant le haut niveau de la série, « du genre qu'on attend en général plutôt de BBC One ».

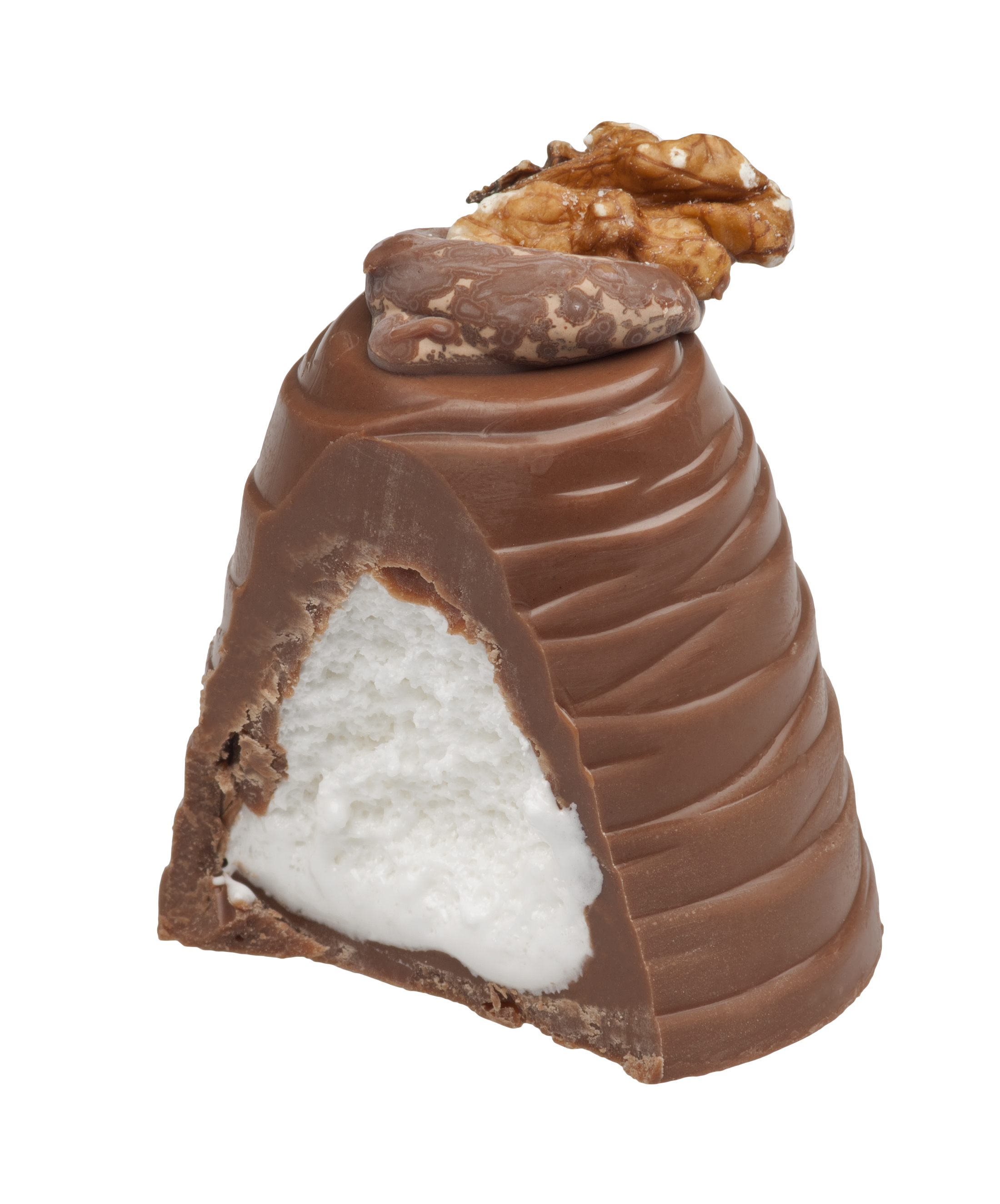
Lost in Austen est comparé à un Walnut Whip (cône de chocolat garni d'un cerneau et fourré à la vanille).

Au lendemain de la diffusion du premier épisode, le 4 septembre 2008, Sarah Dempster, critique au Gardian, est enthousiaste, jugeant le scénario de ce conte de fée « brillant et étincelant » et « prenant infiniment de plaisir à le voir batifoler avec tant d'ardeur dans les mœurs si magnifiquement tarabiscotées de la Régence ».
Pour James Walton du Telegraph, cette série prouve, malgré d'inévitables relents d'opération commerciale, que « les opérations commerciales peuvent parfois plutôt bien fonctionner ».
Il évoque à son sujet l'« impudent mélange de Pride and Prejudice et de Life on Mars », allusion au transport dans le passé (1976) du héros de cette série, qui s'y trouve plus à l'aise qu'à son époque (2006).
Tim Teeman, du Times, évoque le heurt temporel et culturel de cette praline fourrée d'absurdité vaporeuse (« Walnut Whip of frothy nonsense »), dont il a apprécié le souffle intelligent et drôle.
Si on lui reproche parfois de manquer de profondeur, on s'accorde à la trouver dans l'ensemble extrêmement amusante et divertissante, une brise rafraichissante au milieu de la TV's bonnet season (la période des téléfilms en costume). Le lendemain de la diffusion du dernier épisode (25 septembre 2008), Tim Teeman écrit dans le Times avoir été captivé, émerveillé par la « virtuosité acérée et pourtant légère, subversive et pourtant parfaitement respectueuse d'Austen » de la série.
L'universitaire américaine Laurie Kaplan écrit en 2010, que cette série offre une nouvelle direction aux études sur Jane Austen et nous ramène au comportement farfelu et exagéré des personnages des Juvenilia, en particulier The Beautifull Cassandra. Mais peu d'universitaires spécialistes de Jane Austen se sont penchés sur Lost in Austen. Janet Todd et Linda Bree, cependant, reconnaissent à la série le mérite d'être une adaptation différente, essentiellement parce qu'elle « utilise le roman comme un point de départ mais veut créer quelque chose d'original » plutôt qu'une adaptation, et parce que « l'héroïne moderne renvoyée dans le monde de la Régence est inspirée par l'industrie autour de Jane Austen autant que par le roman lui-même ». Cela correspond à ce que faisait Jane Austen elle-même en parodiant les romans de son temps, en particulier les romans gothiques qui obsèdent tant Catherine Morland dans Northanger Abbey.
Une adaptation américaine sur grand écran produite par Sam Mendes d'après le scénario de Guy Andrews a été annoncée dès 2009. Nora Ephron en est nommée réalisatrice en 2011, le tournage annoncé pour 2012. Mais elle meurt le 26 juin 2012, laissant son adaptation inachevée. Carrie Brownstein est choisie en 2014 pour la terminer. Dans cette version Amanda Price est new-yorkaise et vit de nos jours à Brooklyn.

### La version française
Présenté pour la première fois sur Arte les 19 et 20 juillet 2012 en VM, elle est titrée Orgueil et Quiproquos, titre qui souligne le lien au roman originel, mais est en général considéré comme « moins inspiré » que le titre anglais. Le DVD garde d'ailleurs le titre original, mettant Orgueil et Quiproquos en sous-titre. Le doublage est soigné, mais dans l'impossibilité de transposer, en respectant les contraintes du doublage, allusions et sous-entendus parfois grivois pour un public qui n'a pas les mêmes références (sans compter les jeux de mots assez crus d'Amanda, comme celui sur ball), les répliques sont souvent édulcorées et affadies en français. La suppression, pour des questions de droits, de Downtown de Petula Clark qu'Amanda chante devant Bingley et Darcy éberlués rend la séquence peu compréhensible.
Mais les critiques sont plutôt enthousiastes. Sophie Bourdais écrit dans Télérama : « Pleine de malice et d'anachronismes croquignolets, cette relecture parodique du plus célèbre roman de Jane Austen amusera d'autant plus ses spectateurs qu'ils connaîtront bien l'original », et Emanuelle Giuliani souligne dans La Croix la « joyeuse impertinence et [la] touche de tendre profondeur » de cette « série télévisée fantaisiste et malicieuse ». Cependant, elles soulignent aussi que le comportement désinvolte et la grossièreté de langage d'Amanda « commencent à lasser » à la longue. Le personnage est d'ailleurs considéré comme le point faible de la série. Pour Sophie Bourdais, le spectateur risque de rester un peu sur sa faim devant la manière dont est mis en œuvre « le principe directeur de la mini-série (l'immersion du réel dans la littérature, et vice versa) » et la conclusion trop convenue.

### Citations
1. ↑  « God loves a gentleman, it is the gentleman’s duty to return the compliment ».
2. ↑  Dernière réplique de l'épisode IV :« Nono, I only smile in private, when nobody is looking ».
3. ↑  Citation originale : « I found a sadness in her. Maybe I made an assumption that Jane Austen never intended, but I thought Mrs Bennet was a woman unhappy in her marital situation. Her husband is, in essence, absent in the marriage and in the family, and she's a woman trying to keep everything together when she doesn't really have the emotional tools to do it. It's this that makes her twittery. I think people can be driven slowly to becoming those people by the unfortunate situations that they're in. I think that Mr Bennet is absolutely culpable for his wife's twittering. She's overcompensating for her husband's absence »[37].
4. ↑  Traduction de la strophe 4 du Chant de la liberté : « mais qui peut facilement se passer de tout cela, / à quoi seul un fou peut aspirer, / et se tenir avec bonheur auprès de son foyer / vivant pour lui, non pour autrui :/ lui seul peut dire, / Ah ! Je suis un homme libre. »
5. ↑  Article cité par Laurie Kaplan :« The music had me welling up, Amanda’s love for Darcy had me welling up; and the seeming impossibility of Jane and Bingley finding happiness almost set me over the edge, especially when he wounded lovely Mr. Bennet in a duel. […] How clever to turn the time travel question to a radically conclusive purpose and for Andrews to discover that by recasting Pride and Prejudice, he could — convincingly and with feeling — change its central romance… Those performances and the music zinged. It all zinged »[76].
6. ↑  Citation originale : « [The] modern heroine, thrown back into the Regency world, is inspired by the Austen industry as much as by Pride and Prejudice.  This replicates Jane Austen’s own habits of interacting with other contemporary texts such as the gothic novels in Northanger Abbey, which so obsess the heroine »[80].